# قائمة البعثات الدبلوماسية في سانت لوسيا

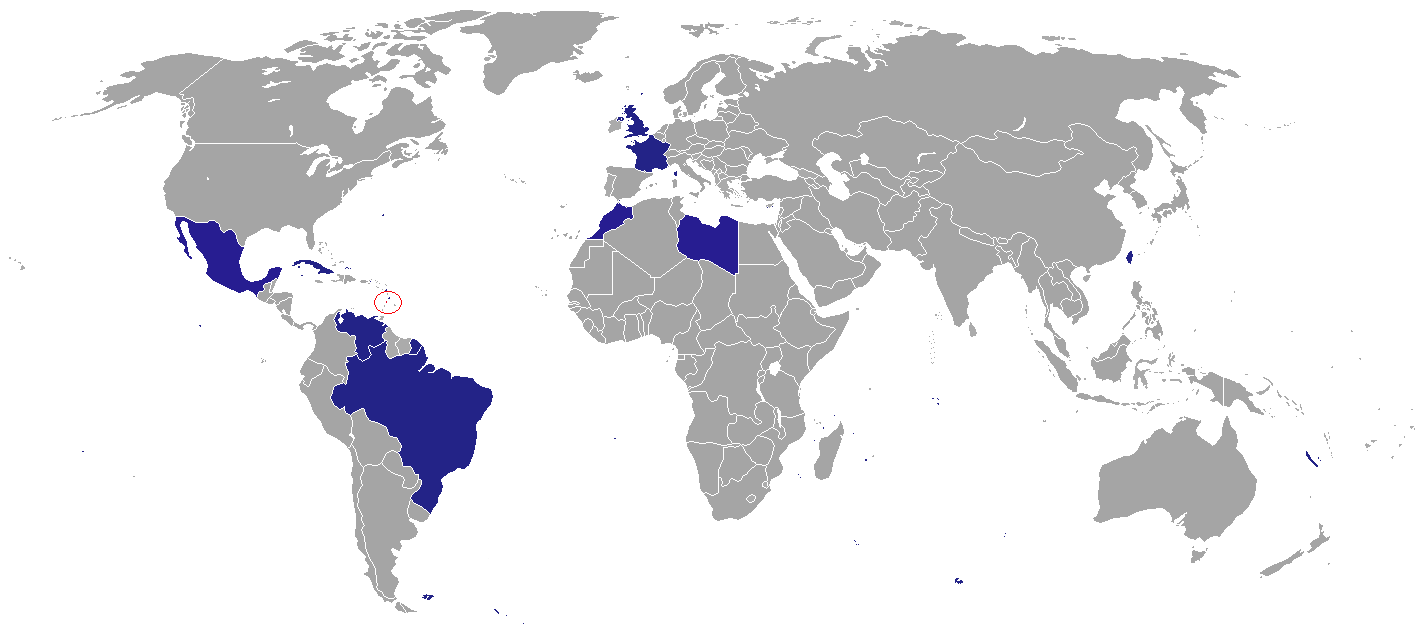
خريطة البعثات الدبلوماسية في سانت لوسيا

هذه قائمة البعثات الدبلوماسية في سانت لوسيا. في الوقت الحاضر، تستضيف البلاد 10 سفارات/مفوضيات عليا. العديد من الدول الأخرى لديها قناصل فخريون لتقديم خدمات الطوارئ لمواطنيها.

## السفارات / المفوضيات العليا
كاستريس
- البرازيل
- كوبا
- فرنسا نسخة محفوظة 15 فبراير 2017 على موقع واي باك مشين.
- ليبيا
- المغرب
- المكسيك
- جمهورية الصين (تايوان)
- إسبانيا نسخة محفوظة 4 ديسمبر 2021 على موقع واي باك مشين.
- المملكة المتحدة
- فنزويلا

## القنصليات الفخرية
- النمسا
- الدنمارك
- جمهورية الدومينيكان
- ألمانيا
- غيانا
- الهند
- إسرائيل
- إيطاليا
- هولندا
- النرويج
- السويد

## سفارة سابقة
- جمهورية الصين الشعبية